# 1693 en santé et médecine
| Années de la santé et de la médecine : 1690 - 1691 - 1692 - 1693 - 1694 - 1695 - 1696    |
| Décennies de la santé et de la médecine : 1660 - 1670 - 1680 - 1690 - 1700 - 1710 - 1720 |

Cet article présente les faits marquants de l'année 1693 en santé et médecine.

## Événements
- En 1693-1694, le froid et la famine sévissent sur le royaume : on compte de 1,6 million à 2 millions de victimes[1].
- Guy-Crescent Fagon devient premier médecin de Louis XIV[2].
- La maison médicale de Louis XIV est composée de 132 personnes, dont dix-huit médecins ayant un emploi ou un office[2].
- Fondation de l'hospice de Houdan par le roi Louis XIV[3].

## Publication
- Théodore de Mayerne : La pratique de médecine, Lyon : Anisson & Posuel, 1693, posthume.

## Naissances
- 11 août : Jacques Daviel (mort en 1762), chirurgien et ophtalmologue français.
- 5 octobre : Johann Christian Buxbaum (mort en 1730), médecin, botaniste et explorateur allemand.
- 25 octobre : Antoine Ferrein (mort en 1769), médecin et anatomiste français.
- Date non précisée :
  - Jean-Baptiste Sénac (mort en 1770),  chimiste et médecin français, précurseur de la cardiologie.

## Décès
- 10 octobre : Charles Patin (né en 1633), médecin et numismate français.